# 1434 Margot
Margot (asteróide 1434) é um asteróide da cintura principal com um diâmetro de 29,65 quilómetros, a 2,8347752 UA. Possui uma excentricidade de 0,0609659 e um período orbital de 1 915,79 dias (5,25 anos).
Margot tem uma velocidade orbital média de 17,1424983 km/s e uma inclinação de 10,81365º.
Esse asteróide foi descoberto em 19 de Março de 1936 por Grigory Neujmin.